# Neogalerucella quebecensis
Neogalerucella quebecensis är en skalbaggsart som först beskrevs av Brown 1938.  Neogalerucella quebecensis ingår i släktet Neogalerucella och familjen bladbaggar. Inga underarter finns listade i Catalogue of Life.